# Ханси: девушка, которая любила свастику
Ханси: девушка, которая любила свастику (англ. Hansi: The Girl who Loved the Swastika) — автобиографическая книга американской писательницы чешского происхождения Марии Энн Хиршманн. Первоначально опубликованная под названием «Я заменил богов» в 1968 году, она стала более популярной в 1973 году под названием «Ханси: девушка, которая любила свастику». Книга, согласно её биографии на Amazon, была продана тиражом более 400 000 экземпляров и переведена на несколько языков, включая польский и русский. Более поздние издания называются «Ханси: девушка, оставившая свастику». Её автобиография также была опубликована в виде комикса издательством Spire Christian Comics.
В книге рассказывается о раннем детстве Хиршманн, когда она была сиротой, и о её последующей идеологической обработке со стороны гитлерюгенда после нацистского вторжения в Чехословакию. В конце Второй мировой войны она бежала с занятых советскими войсками территорий на территории, контролируемые американской армией. Хиршманн описывает своё разочарование в нацистской идеологии, которую она называет «промыванием мозгов». В итоге она отвергает нацизм и начинает глубоко ценить американский народ. Книга завершилась её иммиграцией в Соединённые Штаты, где она основала христианское служение. Хиршманн возглавляет Служение Ханси с 1974 года и выпустила ещё несколько книг, в которых рассказывается о её юности и религиозных убеждениях.

## Адаптация в виде комиксов
В 1973 году «Ханси: девушка, которая любила свастику» стала одной из биографических серий Spire Christian Comics. Основанный на автобиографии комикс был нарисован Элом Хартли, ветераном комиксов, чья карьера началась в 1940-х годах, а позже он стал возрождённым христианином.

Историк комиксов Фредрик Стрёмберг в своей книге «Пропаганда искусства комиксов: графическая история» 2010 года заявил: 
«Это довольно увлекательная история, и она становится ещё более захватывающей, когда вы знаете, что она основана на реальной истории. Комикс «Ханси» входил в серию биографий известных христиан 1970-х годов… Комикс Ханси был основан на автобиографии Марии Энн Хиршманн, которая на самом деле пережила большую часть того, что описано в комиксе»:121 

### Сюжет
Ханси — наивная молодая крестьянская девушка из Судетской области, очарованная фюрером и читающая книги. После передачи Судетской области из состава Чехословакии в состав Германии в октябре 1938 года она приветствует Судетскую область, «возвращающуюся домой в Рейх». Она побеждает в конкурсе, организованном Адольфом Гитлером, по которому отбираются ученики для специальной подготовки в национал-социалистических школах Праги. Её мать в восторге, но заранее предупреждает её «никогда не забывать Иисуса Христа». Когда Ханси приезжает в Прагу, она воспитывается в духе антисемитизма, но сомневается, поскольку сам Иисус был евреем. Тем не менее, несмотря на то, что люди рассказывали ей о голоде и ужасах войны, она по-прежнему с энтузиазмом относится к Гитлеру.
Ханси также влюблена в моряка немецкой подводной лодки по имени Руди, но его родители не одобряют брак, потому что она всего лишь крестьянка. Поскольку она не хочет разлучать его с родителями, она разрывает отношения. К этому времени Ханси настолько промыли мозги, что она осуждает Библию как «устаревшую» и пригодную только для «трусов и слабаков». Из-за того, что немцы терпят поражение за поражением, Ханси и другим людям приходится эвакуировать Прагу, потому что русские уже в пути. Несмотря на то, что окружающие её люди понимают, что война проиграна, Ханси остаётся уверенной в фюрере. Её отправляют в русский лагерь для военнопленных, где ей и другим девушкам приходится трудиться в качестве рабынь и становиться жертвами изнасилования, за исключением Ханси, которая слишком худа, чтобы мужчины могли её использовать. Ханси и её подруга решают сбежать в американские лагеря для военнопленных, несмотря на возражения её подруги по поводу США. Им удаётся благополучно пересечь границу и спастись от солдат Красной Армии, пытающихся расстрелять беглянок. Несмотря на все окружающие её страдания, Ханси всё ещё верит в Иисуса. Когда Ханси достигает американского лагеря для военнопленных, она поражается, насколько хорошо с ней обращаются американские солдаты. Поскольку война окончена и Германия лежит в руинах, Ханси решает стать учительницей.
Потом оказывается, что Руди всё ещё жив. Они снова становятся парой, но через год чувствуют, что чего-то «не хватает в их жизни». Руди вновь знакомит Ханси с Библией, но она не уверена, сможет ли ещё верить, несмотря на пережитые страдания. С годами они с Руди создают семью и становятся хорошими христианами. Они едут в США, где Ханси задаётся вопросом, не «затмил ли весь материализм Божьи благословения» и заставил ли её учеников «обеспокоиться» и «не знать, кому выразить свою преданность». Когда Ханси приветствует флаг, она наконец убеждается в доброте Соединённых Штатов, когда слышит фразу «одна нация под Богом», потому что «нормально любить то, что благословил Бог». Теперь Руди и Ханси решают популяризировать Библию среди молодёжи и объяснить великолепие свободы Америки.